# Ulica Juliana Tuwima w Olsztynie
Ulica Tuwima – część śródmiejskiej obwodnicy Olsztyna oddana do użytku w 2006 roku. Przejazd ulicą zalecany jest kierowcom udającym się z przejścia granicznego w Bezledach oraz Mazur w kierunku południa Polski. Ułatwia ona także mieszkańcom Olsztyna przemieszczanie się z osiedli Jaroty i Nagórki do Kortowa oraz w kierunku Warszawy.
Przy ulicy Tuwima znajduje się wybudowany w 2007 roku biurowiec Koncernu Energetycznego Energa SA. Przy tej ulicy wybudowano pierwsze w Olsztynie ekrany dźwiękochłonne. W pobliżu znajdują się także pomnikowe drzewa (część z nich wycięto w trakcie robót modernizujących i poszerzających ulicę).
Ulica nosi imię Juliana Tuwima, jednego z najpopularniejszych polskich poetów dwudziestolecia międzywojennego.

## Komunikacja
Ulicą Tuwima biegną trasy 7 linii komunikacyjnych (w tym jednej nocnej). Są to linie numer 128, 130, 136, 303, 305, 307 oraz N01. Powyższe linie dzienne mają za zadanie obsługę kampusu uniwersyteckiego w Kortowie. Dzięki wybudowaniu ul. Tuwima czas przejazdu pomiędzy Jarotami i Pieczewem a miasteczkiem uniwersyteckim skrócił się do ok. 20 minut. Od 2015 r. ulicą kursują także tramwaje linii nr 3, z krańcówką przy skrzyżowaniu z al. Warszawską.